# Victor Montagu
 (février 2024).
Si vous disposez d'ouvrages ou d'articles de référence ou si vous connaissez des sites web de qualité traitant du thème abordé ici, merci de compléter l'article en donnant les références utiles à sa vérifiabilité et en les liant à la section « Notes et références ».
Alexander Victor Edward Paulet Montagu (22 mai 1906-25 février 1995), connu sous les noms de vicomte Hinchingbrooke de 1916 à 1962, de comte de Sandwich de 1962 à 1964 (lorsqu'il renonce au titre) et de Victor Montagu de 1964 à 1995, est un député conservateur britannique. Il est généralement connu de la famille et des amis sous le nom de « Hinch Hinchingbrooke » ou « Hinch Sandwich » ou, plus tard, sous le nom de « Hinch Montagu ».

## Jeunesse
Victor Montagu est le fils aîné de George Montagu (9e comte de Sandwich) et de son épouse, Alberta Sturges. Il fait ses études au Collège d'Eton et à Trinity College, Cambridge. En 1926, il rejoint le 5e bataillon (Huntingdonshire), Northamptonshire Regiment, en tant que lieutenant.

## Carrière politique
Membre du Parti conservateur, Lord Hinchingbrooke est secrétaire particulier du Lord président du Conseil, Stanley Baldwin, de 1932 à 1934 et trésorier de la Junior Imperial League de 1934 à 1935.
Il sert brièvement en France en 1940, pendant la Seconde Guerre mondiale. Un an plus tard, il est élu député de South Dorset, en remplacement de Robert Gascoyne-Cecil (5e marquis de Salisbury), qui est appelé à la Chambre des lords. Député d'arrière-ban radical, Lord Hinchingbrooke crée le Tory Reform Committee en 1943 et en est le président fondateur pendant un an. C'est à ce moment qu'il écrit Essays in Tory Reform, une réponse aux mouvements du parti vers le libéralisme.
Il est élu aux cinq élections générales suivantes et reste député du sud du Dorset jusqu'en 1962, date à laquelle il succède à son père et ne peut plus siéger à la Chambre des communes.
Il renonce à sa pairie en 1964, en vertu du Peerage Act adopté un an plus tôt. En tant que Victor Montagu, il se présente sans succès comme candidat conservateur à Accrington, aux élections générales de 1964. Bien qu'il n'ait pas siégé à nouveau à la Chambre des communes, Montagu est président de la ligue Anti-Marché commun de 1962 à 1984 ; il rejoint également le Conservative Monday Club en 1964 et écrit The Conservative Dilemma en 1970.

## Vie privée
Il épouse Maud Rosemary (1916–1998), fille unique du major Ralph Peto et filleule de la reine Maud de Norvège, le 27 juillet 1934 ; ils divorcent en 1958. Ils ont sept enfants :
- Sarah Jane Helen Montagu (25 août 1935) ; elle épouse Alessandro Ballarin le 21 juillet 1959 et ils divorcent en 1971. Ils ont deux filles.
- Elizabeth Anne Montagu (8 février 1937) ; elle épouse Torquil Norman le 8 juillet 1961. Ils ont cinq enfants dont Jesse Norman.
- Henrietta Mary Montagu (14 janvier 1940 - 17 février 1940).
- John Montagu (11e comte de Sandwich) (11 avril 1943) ; il épouse Susan Hayman le 1er juillet 1968.
- Katherine Victoria Montagu (22 février 1945) ; elle épouse Nicholas Hunloke le 15 juillet 1965.
- Julia Frances Montagu (12 avril 1947 - 19 mai 1995) ; elle épouse Martin Lee-Oakley le 20 décembre 1972 et ils divorcent en 1976. Elle s'est remariée avec Peter Edward Gerald Body en 1976.
- George Charles Robert Montagu (25 novembre 1949) ; il épouse Marzia Colonna en 1970. Ils ont quatre enfants.

Montagu est homosexuel. Après leur divorce en 1958, Maud le quitte pour une compagne. Leur plus jeune fils, le thérapeute Robert Montagu, a depuis allégué que son père l'avait agressé sexuellement presque quotidiennement entre les âges de sept et onze ans. Outre les allégations d'abus sexuels sur son fils, en 2015, les demandes d'accès à l'information ont révélé que Victor Montagu « avait été libéré avec mise en garde par la police et le directeur des poursuites pénales en 1972 pour avoir agressé indécemment un garçon pendant près de deux ans »,
Lord Hinchingbrooke se remarie à Lady Anne Holland-Martin (née Cavendish), la plus jeune fille du 9e duc de Devonshire, le 7 juin 1962, mais ils divorcent en 1965. Il devient 10e comte de Sandwich à la mort de son père le 15 juin 1962, environ une semaine après son deuxième mariage. Lady Anne est la veuve de Christopher Holland-Martin, député.
Montagu est décédé en 1995, à l'âge de 88 ans.